# Производња индустријског биља у Републици Српској
Производња индустријског биља у Републици Српској у ранијем периоду имала много већи значај у сетвеној структури Републике Српске и Босне и Херцеговине, када је била под великим утицајем бројних прерађивачких капацитета у Босни и Херцеговини и организованог откуп за потребе прерађивачких капацитета у суседним републикама (пре свега Србији и Хрватској). Након распада Југославије и ратова на оовом простору, количине произведеног индустријског биља у Републици Српској су скромне.

## Опште информације
Укупна површина пољопривредног земљишта у Републици Српској износи 1.250.000 хектара, што у односу на број становништва приближно чини један хектар по ставновнику, а то је изнад светског просека. Према томе, пољопривредног земљишта у Републици Српској има довољно, а постоје и реалне могућности добијања и нових површина. Према категоријама искоришћености, највеће површине припадају ораницама и баштама, затим пашњацима, ливадама, воћњацима а најмање рибњацима.
Под индустријским биљем у Републици Српској 2018. године било је 8.995 ха или свега 2% површина. У Републици Српској се гаје бројне биљне врсте намењене индустријској преради за производњу:
- биљних протеина
- уља
- скроба
- шећера
- тканина
- дуванских производа, па се дуван сврстава у групу остале индустрјских биљака

Листови дувана могу да се користе у различите сврхе. Из листова дувана може да се издвоји чисти никотин који служи као корисно средство у заштити биљака од инсеката, а може да се користи као сировина у фармацеутској индустрији. Такође, листови дувана садрже значајну количину органских киселина (лимунска и јабучна киселина) које се из листа издвајају одређеним технолошким поступком и могу да се користе у прехрамбеној индустрији. Семе дувана садржи више од 30% уља.
Познато је да су на простору Репиублике Српске лан и конопљу гајили у скорo свим домаћинствима на селу, док су данас ове биљне врсте скоро у потпуности трајно изгубљене. До пад производње лана и конопље у Републици Српској дошло због:
- употреба вештачких текстилних влакана
- ратних дешавања
- злоупотреба конопље
- миграције становништава
- пропадање домаће текстилне индустрије учиниле су да су ове биљне врсте скоро у потпуности трајно изгубљене

Лан се убраја у најстарије гајене биљке. Гајили су га Асирци, Вавилонци, Египћани, Јевреји, и то за производњу влакна и уља, као и антички Грци и Римљани. Словени су гајили лан још пре велике сеобе народа. Ланено влакно је веома квалитетно, мање је јачине у односу на конопљино влакно, али је далеко финије. У изради тканина због свог квалитета додаје се другим влакнима: памуку, вуни, као и синтетичким влакнима. Лан је и веома важна уљна култура, јер садржи у семену више од 30% уља.
Влакно конопље спада у категорију средњегрубих влакана, али има низ особина по којима је и данас незаменљиво. Влакно карактерише изражена јачина, али довољна еластичност. Поздер или дрвенасти део стабла може да се користи као огревни материјал, али и за производњу папира. Конопљино семе садржи око 30% уља, и зато је конопља значајна и за производњу квалитетног уља. Рафинирано уље се употребљава за јело.

## Културе и приноси
Просечни приноси индустријског биља су јако скромни (као и код жита), и нижи од земаља окружења, што указује на ниску продуктивност и интензивност ове производње.
| Редни бр.    | Усев         | 2014. | 2015. | 2016. | 2017. | 2018. | Ø 2014–2018. |
| ------------ | ------------ | ----- | ----- | ----- | ----- | ----- | ------------ |
| 1.           | Соја         | 3.186 | 3.779 | 3.896 | 4.059 | 4.818 | 3.948        |
| 2.           | Дуван        | 1.018 | 1.137 | 1.010 | 1.063 | 1.080 | 1.062        |
| 4.           | Сунцокрет    | 133   | 342   | 214   | 292   | 205   | 237          |
| 5.           | Уљана репица | 1.173 | 783   | 1.495 | 1.885 | 2.830 | 1.633        |
| 6.           | Остало       | 56    | 109   | 57    | 107   | 22    | 70           |
| УКУПНО (ha): |              | 5.566 | 6.150 | 6.672 | 7.406 | 8.995 | 6.958        |

### Соја и уљана репица
Пола површина засејаних индустријским биљем у Републици Српској је под сојом и те површине имају тренд повећања. Један дио соје производи се и за потребе рафинисања у јестива уља.
У експанзији је и сетва уљане репице, а исто важи и за сунцокрет, али је његово учешће у сетвеним површинама много скромније. Повећање уљарица у сетвеној структури последица је и подстицајних мера које за ову врсту производње одобрава Министарство пољопривреде, шумарства и водопривреде Републике Српске.
У Лијевче пољу, на подручју Градишке, Лакташа и Српца уљарицама се сеја око 2.500 хектара од чега највише соје на 1.200 хектара, док се уљаном репицомзасејава око 700 хектара.

### Сунцокрет
Сунцокрет (Helianthus annuus) је, поред соје и уљане репице, једна од најзначајних уљарица у Републици Српској, јер његово семе садржи:
- уље 45- 60 %
- Протеини 24 %[5]
- Влакна 3 %
- НЕТ 10 %
- Минерали 3 %

Имајући у виду наведени сировински састав сунцокрета од њега у Републици Српској зависи:
- прехрамбена индустрија (уље, маргарин, брашно, сјеме...)
- хемијска индустрија (сапун, глицерин, боје, лакови....)
- фармацеутска индустрија (лијекови и козметички производи)
- производња биодизела...

### Дуван
Дуван је индустријска биљка која се традиционално гајила у Посавини и Херцеговини. Због застарјелог сортимента, смањења капацитета за прераду дувана у БиХ (остала је активна само једна фабрика), а његова производња у РС се одржава на око 1.000 ha.
Због престанка са радом и стечаја једине шећеране у БиХ у периоду 2014–2018. година није било производње шећерне репе.

### Конопља
Министарство пољопривреде, шумарства и водопривреде Републике Српске издало је укупно 12 одобрења за узгој индустријске конопље у 2021. години, на око 18 хектара, под строго контролисаним условима, и пажљиво праћење сваки корак производње.
Индустријска конопља је култура чији садржај тетрахидроканабинола (ТХЦ) у сувој материји биљке не прелази 0,2% и чија сорта је уписана у сортну листу у складу с прописима о семену пољопривредног биља, наведеном у правилнику.